# 梶原緋佐子
梶原 緋佐子（かじわら ひさこ、1896年（明治29年）12月22日 - 1988年（昭和63年）1月3日）は、京都で活躍した日本画家。一貫して女性像を手掛け、大正期には貧しい女性たちの風俗画を、昭和期には格調高い美人画を描いた。本名は、久。

## 略歴

### 大正期
京都市知恩院古門前町に生まれ、造り酒屋の次女として恵まれた環境に育つ。京都府立第二高等女学校（現・京都府立朱雀高等学校）に入学し、同校の図画教師を務めていた千種掃雲に画才を認められる。掃雲は工場労働者や低賃金労働を強いられる人々を主題とする進歩的な日本画家であり、「綺麗に着飾った女がニュッと立ってるなんて、そんなもの何もならない。ほんまに切ったら血が出るような、そういう女を描くんやったらお前に加担してやる」との条件付きで緋佐子に絵の道を勧めたという。掃雲の紹介により、1914年（大正3年）、同校卒業とともに菊池契月に入門する。のちに木谷千種、和気春光とともに菊池塾の三閨秀と称された。
1918年（大正7年）、第1回国画創作協会展に、一人の仲居が行き暮れて思案する姿を描いた《暮ゆく停留所》を出品して選外佳作となる。その後は官展に移り、1920年（大正9年）の第2回帝展に初入選、以後は毎年帝展に出品。いずれも下層に生きる貧しく逞しい女性たちの生活を題材とした、社会性の強い作品であった。これは古典的なものを好む師・契月の作風よりも、自由主義的風潮を背景とした新世代の傾向と歩をあわせるものだった。そもそも緋佐子の生家は祇園の花街に近く、人間観察には格好の場所であった。ときには恋文の代筆をしたり、ある女性の生涯に同情して、流浪した他所まで訪ねたこともあったという。社会派といわれるほど、生活と闘う逞しい女性をテーマとしたことについて、後に「生きた人間の女の生活というものを描きたいと思った」と語っている。

### 昭和期
以前から歌人・吉井勇に師事し、大正13年には歌集『逢坂越え』を出版もした緋佐子は、 昭和に入り数年間は「人生上の事情により描く気にもなれなかった」といい、この間は和歌ばかりを作っていた。帝展への出品が再開されたのは1930年（昭和5年）である。当時の日本社会は、1920年（大正9年）の経済恐慌と1923年（大正12年）の関東大震災を経て急速に落ち込み、それに伴って画壇の主流は大正ロマンチシズムから一転、繊細な線と明快な色調を主体とする新古典主義的傾向を示すようになっていた。師・契月も大和絵系の流麗な線による作品へと転じており、緋佐子も時代に即して、流麗な線で良家の女性や芸舞妓を描くなど格調高い画風へと展開した。
戦後は第1回日展から出品し、1947年（昭和22年）の第3回展で《晩涼》が特選となるが、これらの作品は戦前と比べると、ふくよかさと明るさが特徴である。この頃、画壇では日本画の洋画への接近が顕著な傾向であったが、緋佐子は新しい風潮に歩を合わせず、それまでの古風な品位を重視し続けた。1952年（昭和27年）、第8回日展に《涼》を出品して白寿賞を受賞する。昭和30年代からは京都の芸舞妓を多く描くようになる。女性の内面から溢れる気品や柔和感をおおらかな線で描き出し、上村松園亡きあとの京都画壇の美人画の伝統を守り続けた。
1956年（昭和31年）、前年の契月の死を受けて結成された宇田荻邨の白申社に参加する。1974年（昭和49年）には日展参与となる。1976年（昭和51年）、京都市文化功労者となる。1979年（昭和54年）、画業60年記念「梶原緋佐子展」が京都大丸と東京銀座松屋で開催される。1988年（昭和63年）1月3日、老衰のため京都市北区の自宅で91歳で死去した。

## 受賞歴
- 日展特選（1947年）「晩涼」
- 白寿賞（1952年）「涼」
- 京都市文化功労者（1976年）

## 主な作品
- 「暮れゆく停留所」（国画創作協会展で選外佳作）
- 「古着市」（帝展初入選）
- 「旅の楽屋」
- 「お水取りの夜」
- 「娘義太夫」
- 「矢場」
- 「晩涼」（日展特選）
- 「涼」（白寿賞受賞）